# Lucrezia Quistelli
Lucrezia Quistelli (Firenze, 19 ottobre 1541 – 1594) è stata una pittrice italiana.
Allieva di Alessandro Allori, era nota per la qualità dei suoi dipinti, tanto da essere citata da Giorgio Vasari ne Le vite de' più eccellenti pittori, scultori e architettori.

## Biografia

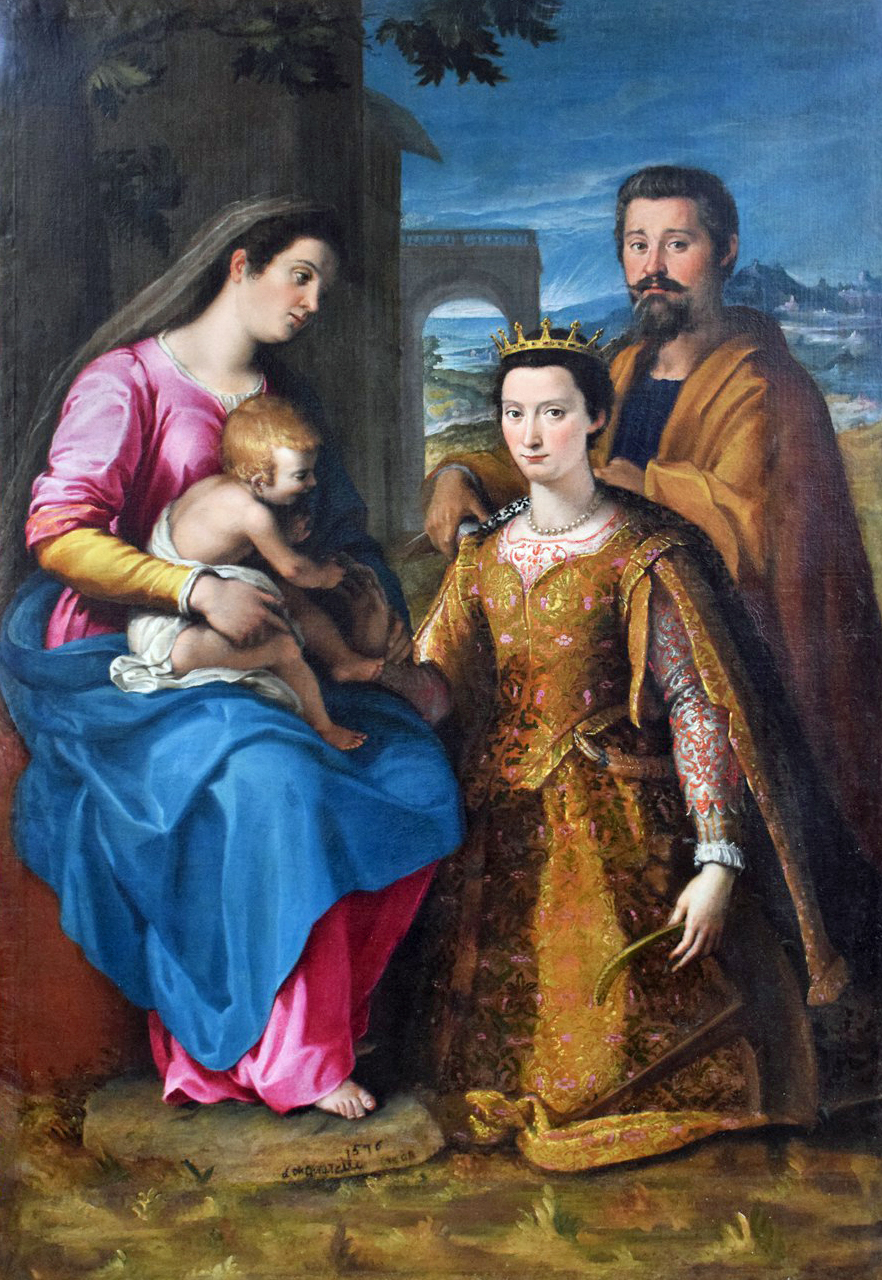
Lucrezia Quistelli della Mirandola, Matrimonio mistico di Santa Caterina, 1576

Figlia di Alfonso Quistelli (1508-1563) e Giulia Santi (c.1515-c.1589), fu battezzata nel 1541 nella chiesa di San Procolo a Firenze.
Il padre di Lucrezia, Alfonso Quistelli, iniziò a partecipare al mecenatismo letterario nella speranza di elevare lo status sociale dei Quistelli a Firenze. Attraverso la partecipazione del mecenatismo letterario conobbe Benedetto Varchi: divennero sufficientemente vicini tanto che il Varchi dedicò ad Alfonso un sonetto pastorale, un sonetto alla moglie Giulia Santi, in memoria della scomparsa di Cosmi, fratello minore di Lucrezia. Varchi conobbe Alessandro Allori e Angelo Bronzino. Questa connessione offre l'indicazione più forte che Allori sia diventato il tutore di Lucrezia.
La madre di Lucrezia era Giulia di Sigismondo Santi di Ferrara, figlia di Lucrezia Rabbia e Sigismondo Santi. La famiglia Santi era fatta di umanisti e cortigiani. Lucrezia prese il nome da sua nonna. La madre di Lucrezia, Giulia Santi, si sposò una prima volta nel 1531 con Pio de' Pii, che fu ucciso lo stesso anno. Rimasta vedova, si risposò con Alfonso Quistelli l'anno successivo. Dopo la morte del padre di Santi, la sua famiglia lavorò nelle famiglie dei duchi Medici. Alfonso Quistelli ha lavorato come primo legale di Alessandro de'Medici, duca di Firenze e revisore dei conti fiscale.
Il legame dei Quistelli con artisti e scrittori famosi plasmarono l'educazione di Lucrezia. Al tempo di Lucrezia a Firenze, i figli dei nobili ricevevano un'educazione umanistica unita al tutoraggio sotto Alessandro Allori e altri artisti di successo. Lucrezia ebbe una possibile relazione accademica con il tutore dei suoi fratelli maggiori, il latinista Dionigi Lippi, che scrisse una lettera a Lucrezia, lodandone la fede e la purezza. Oltre all'insegnamento del Bronzino, Allori apprese la letteratura da Silvano Razzi, scrittore e sacerdote camaldolese che lavorò al fianco di Giorgio Vasari e fu amico di Varchi.
È possibile che le ispirazioni artistiche di Lucrezia siano tratte dalla sua educazione e ambientazione. Il padre Alfonso possedeva una Madonna con Bambino e Santi di Jacopo Pontormo. La chiesa di San Procolo in cui fu battezzata aveva pale d'altare realizzate da artisti famosi come Filippino Lippi, Lorenzo Monaco e Ambrogio Lorenzetti. La Cappella Capponi, presso la chiesa di Santa Felicita che un tempo le era molto vicina, custodiva le opere del Pontormo. La chiesa di San Barnaba, luogo di sepoltura della sua famiglia e luogo di voto della sorella e della figlia, esponeva la Pala e l'Annunciazione di San Barnaba di Sandro Botticelli. L'educazione e la fede fiorentina di Lucrezia significano che forse ha conosciuto e si è ispirata a Suor Plautilla Nelli, la prima artista donna a Firenze. Nelli era una suora e una pittrice, le sue opere erano di proprietà di molti uomini a Firenze e insegnava alle donne nel suo studio d'arte. Vasari cita anche Nelli nelle Vite degli artisti.

## Matrimonio e maternità
Lucrezia Quistelli sposò il conte Clemente Pietra ed ebbero otto figli, sei femmine e due maschi.
Nel 1568 Pietra e Quistelli affittarono Palazzo Pandolfini a Firenze dalla famiglia Salvati. Era vicino alla Chiesa di San Barnaba dove è sepolta la famiglia di Quistelli. Quistelli pagava i conti e l'affitto, oltre a gestire alcuni affari di Salvati.
Ha continuato dopo la morte di Clemente Pietra, pugnalato con un coltello avvelenato il 9 febbraio 1574 e morto il 13 febbraio 1574. Una poesia senza autore nella Cronica di Giuliano de' Ricci descrive in dettaglio l'assassinio e il dolore di Lucreiza. Con l'aiuto dei domestici, si prese cura dei suoi otto figli. I suoi legami e i legami feudali del defunto marito hanno permesso ai suoi figli di sposarsi con reali, status o condurre stili di vita monastici.
Morì nel 1594, a Firenze.

## Opere

### Matrimonio mistico di Santa Caterina
Il dipinto Matrimonio mitico di Santa Caterina è l'unica opera d'arte sopravvissuta di Lucrezia Quistelli. Si tratta di un dipinto su pala d'altare " Le nozze mistiche di Santa Caterina ", un dipinto ad olio su tela di 180x120 cm (1576 circa). Questo si trova presso la Chiesa di Santa Maria e San Pietro a Silvano Pietra.
Quest'opera d'arte è stata scoperta come suo dipinto a causa del processo di restauro della pulitura. Il dipinto è stato trovato coperto da uno spesso strato di terra e si stava attivamente degradando. I restauratori hanno ripulito questo dipinto nel 2015, scoprendo la sua firma L. Quistelli.

### Opere attribuite
Lucrezia Quistelli non ha creato arte per soldi, tuttavia ci sono alcune opere che potrebbero essere sue. Questo per via della sua formazione sotto Alessandro Allori.
Alcune opere attribuite sono:
- La Flagellazione di Cristo, olio su tavola, 1570-80 ca, Firenze San Barnaba
- Compianto sul Cristo morto, olio su lega di piombo 1560 circa, 23x20 cm, Londra: The Samuel Courtauld Trust, The Courtrauld Gallery
- Ritratto di gentiluomo, Museo d'arte di San Paolo

## Eredità artistica
L'inclusione di Quistelli da parte del Vasari si trova nella sua Vita di Properzia de' Rossi, insieme ai nomi di molte altre importanti artiste come Plautilla Nelli, Sofonisba Anguissola e Lavinia Fontana.
È citata anche nel trattato di Girolamo Tiraboschi del 1785, Notizie de' Pittori, Scultori, Incisori, e Architetti, in cui si lamenta del fatto che non sia sopravvissuta altra notizia del suo lavoro se non il breve accenno di lei da parte del Vasari.